# Sapyga
Sapyga is een geslacht van vliesvleugelige insecten van de familie knotswespen (Sapygidae).

## Soorten
- S. morawitzi Turner, 1911
- S. multinotata Pic, 1920
- S. octoguttata Dufour, 1849
- S. quinquepunctata - bonte knotswesp (Fabricius, 1781)
- S. similis - bosknotswesp (Fabricius, 1793)